# Ancus Marcius
Ancus Marcius var den fjerde legendariske konge af Rom, som traditionelt siges at have regeret det Romerske Kongerige i 24 år. Ved den tidligere konge, Tullus Hostilius', død udnævnte Senatet en interrex, som igen indkaldte til en samling af folkeforsamlingen, der valgte den nye konge. Ancus siges at have regeret ved at føre krig, ligesomRomulus gjorde, men samtidig også regeret ved at han fremmede fred og religion, ligesom Numa Pompilius gjorde.
Ancus Marcius blev af mange romere anset for at være navnefaderen til Marcii-familien, som var en plebejisk slægt.